# Saint George (Caroline du Sud)
Pour les articles homonymes, voir Saint-Georges.
La ville de Saint George est le siège du comté de Dorchester, situé en Caroline du Sud, aux États-Unis.

## Démographie
| 1880 | 1890 | 1900 | 1910 | 1920  | 1930  |
| ---- | ---- | ---- | ---- | ----- | ----- |
| 279  | 629  | 576  | 957  | 1 386 | 1 639 |

| 1940  | 1950  | 1960  | 1970  | 1980  | 1990  |
| ----- | ----- | ----- | ----- | ----- | ----- |
| 1 906 | 1 938 | 1 833 | 1 806 | 2 134 | 2 077 |

| 2000  | 2010  | - | - | - | - |
| ----- | ----- | - | - | - | - |
| 2 092 | 2 084 | - | - | - | - |